# Supergrup de l'apatita
El supergrup de l'apatita és un grup de minerals que inclou espècies amb una fórmula química genèrica IXM1₂VIIM2₃(IVTO₄)₃X (Z = 2). Un gran nombre d'ions poden ocupar els llocs clau de l'estructura i, per tant, el nombre possible de minerals diferents és gran. Els membres del supergrup de l'apatita mostren característicament una àmplia gamma de solucions sòlides substitutives. La nomenclatura d'aquest supergrup va ser aprovada per l'Associació Mineralògica Internacional el 2010.
Aquest supergrup és més ampli i inclou més minerals que el tradicional grup de l'apatita, utilitzat històricament, i no s'ha de confondre aquest subgrup amb el supergrup. En aquest supergrup s'inclouen minerals de la classe dels fosfats, silicats i sulfats. Basant-se tant en criteris tant cristal·logràfics com químics, el supergrup de l'apatita es divideix en cinc grups: grup de l'apatita, grup de l'hedifana, grup de la belovita, grup de la britholita i grup de l'el·lestadita.

## Grup de l'apatita
El grup de l'apatita és un grup del supergrup de l'apatita que inclou fosfats, arsenats i vanadats hexagonals i pseudohexagonals, que contenen el mateix catió que defineix les espècies tant als llocs M1 com M2, i que cristal·litzen en el sistema hexagonal. El grup està format per catorze espècies minerals: alforsita, apatita, clorapatita, fluoralforsita, fluorapatita, fluorpiromorfita, hidroxilapatita, hidroxilpiromorfita, johnbaumita, mimetita, pieczkaïta, piromorfita, estronadelfita, svabita, turneaureïta i vanadinita.
| Espècie             | Fórmula            |
| ------------------- | ------------------ |
| Alforsita           | Ba₅(PO₄)₃Cl        |
| Apatita             | Ca₅(PO₄)₃(Cl/F/OH) |
| Clorapatita         | Ca₅(PO₄)₃Cl        |
| Fluoralforsita      | Ba₅(PO₄)₃F         |
| Fluorapatita        | Ca₅(PO₄)₃F         |
| Fluorpiromorfita    | Pb₅(PO₄)₃F         |
| Hidroxilapatita     | Ca₅(PO₄)₃(OH)      |
| Hidroxilpiromorfita | Pb₅(PO₄)₃(OH)      |

| Espècie        | Fórmula        |
| -------------- | -------------- |
| Johnbaumita    | Ca₅(AsO₄)₃(OH) |
| Mimetita       | Pb₅(AsO₄)₃Cl   |
| Pieczkaïta     | Mn₅(PO₄)₃Cl    |
| Piromorfita    | Pb₅(PO₄)₃Cl    |
| Estronadelfita | Sr₅(PO₄)₃F     |
| Svabita        | Ca₅(AsO₄)₃F    |
| Turneaureïta   | Ca₅(AsO₄)₃Cl   |
| Vanadinita     | Pb₅(VO₄)₃Cl    |

## Grup de l'hedifana
El grup de l'hedifana és un grup que inclou fosfats, arsenats i sulfats hexagonals i pseudohexagonals que contenen diferents cations que defineixen les espècies tant als llocs M1 com M2. El grup l'integren deu espècies: aiolosita, caracolita, cesanita, fluorfosfohedifana, fluorsigaiïta, hedifana, hidroxilhedifana, miyahisaïta, morelandita i fosfohedifana. Tots els membres d'aquest grup cristal·litzen en el sistema hexagonal excepte la caracolita, que es monoclínica, i la hidroxilhedifana, que cristal·litza en el trigonal.
| Espècie            | Fórmula          |
| ------------------ | ---------------- |
| Aiolosita          | Na₄Bi(SO₄)₃Cl    |
| Caracolita         | Na₄Pb₂(SO₄)₃Cl   |
| Cesanita           | Na₃Ca₂(SO₄)₃(OH) |
| Fluorfosfohedifana | Ca₂Pb₃(PO₄)₃F    |
| Fluorsigaiïta      | Ca₂Sr₃(PO₄)₃F    |

| Espècie          | Fórmula            |
| ---------------- | ------------------ |
| Hedifana         | Ca₂Pb₃(AsO₄)₃Cl    |
| Hidroxilhedifana | Ca₂Pb₃(AsO₄)₃(OH)  |
| Miyahisaïta      | (Sr,Ca)₂Ba₃(PO₄)₃F |
| Morelandita      | Ca₂Ba₃(AsO₄)₃Cl    |
| Fosfohedifana    | Ca₂Pb₃(PO₄)₃Cl     |

## Grup de la belovita
El grup de la belovita inclou fosfats hexagonals i trigonals amb el lloc M1 dividit en llocs M1 i M1o que contenen diferents cations que defineixen espècies. El grup inclou set espècies: belovita-(Ce), belovita-(La), carlgieseckeïta-(Nd), deloneïta, fluorcafita, fluorstrofita i kuannersuïta-(Ce). Tots els membres d'aquest grup cristal·litzen en el sistema trigonal excepte la fluorcafita i la fluorstrofita que ho fan a l'hexagonal.
| Espècie              | Fórmula                                                                    |
| -------------------- | -------------------------------------------------------------------------- |
| Belovita-(Ce)        | NaCeSr₃(PO₄)₃F                                                             |
| Belovita-(La)        | NaLaSr₃(PO₄)₃F                                                             |
| Carlgieseckeïta-(Nd) | NaNdCa₃(PO₄)₃F                                                             |
| Deloneïta            | (Na0,5REE0,25Ca0,25)(Ca0,75REE0,25)Sr1,5(CaNa0,25REE0,25)(PO₄)3F0,5(OH)0,5 |
| Fluorcafita          | SrCaCa₃(PO₄)₃F                                                             |
| Fluorstrofita        | SrCaSr₃(PO₄)₃F                                                             |
| Kuannersuïta-(Ce)    | NaCeBa₃(PO₄)₃F0,5Cl0,5                                                     |

## Grup de la britholita
El grup de la britholita és un grup que inclou silicats hexagonals i pseudohexagonals amb cations M1 i M2 parcialment ordenats. Són silicats que contenen fòsfor amb estructura de tipus apatita i que mostren complexitat tant química com estructural. Els minerals d’aquest grup es troben entre els minerals més importants i abundants pel que fa a l'aportació de terres rares. El grup l'integren deu espècies: britholita-(Ce), britholita-(La), britholita-(Y), calciobritholita, fluorbritholita-(Ce), fluorbritholita-(Y), fluorcalciobritholita, tritomita-(Ce) i tritomita-(Y).
| Espècie              | Fórmula                         |
| -------------------- | ------------------------------- |
| Britholita-(Ce)      | (Ce,Ca)₅(SiO₄)₃OH               |
| Britholita-(La)      | Ca₂(La,Ce,Ca)₃(SiO₄,PO₄)₃(OH,F) |
| Britholita-(Y)       | (Y,Ca)₅(SiO₄)₃OH                |
| Calciobritholita     | (Ca,Y)₅(SiO₄,PO₄)₃(OH)          |
| Fluorbritholita-(Ce) | (Ce,Ca)₅(SiO₄)₃F                |

| Espècie               | Fórmula               |
| --------------------- | --------------------- |
| Fluorbritholita-(Nd)  | Ca₂Nd₃(SiO₄)₃F        |
| Fluorbritholita-(Y)   | (Y,Ca)₅(SiO₄)₃F       |
| Fluorcalciobritholita | (Ca,REE)₅(SiO₄,PO₄)₃F |
| Tritomita-(Ce)        | Ce₅(SiO₄,BO₄)₃(OH,O)  |
| Tritomita-(Y)         | Y₅(SiO₄,BO₄)₃(O,OH,F) |

## Grup de l'el·lestadita
El grup de l'el·lestadita inclou sulfato-silicats hexagonals i pseudohexagonals amb la proporció ideal (SiO₄)4-:(SO₄)2- = 1:1. Està format per quatre espècies que cristal·litzen en el sistema hexagonal: clorel·lestadita, fluorel·lestadita, hidroxilel·lestadita i mattheddleïta.
| Espècie              | Fórmula                     |
| -------------------- | --------------------------- |
| Clorel·lestadita     | Ca₅(SiO₄)1,5(SO₄)1,5Cl      |
| Fluorel·lestadita    | Ca₅(SiO₄)1,5(SO₄)1,5F       |
| Hidroxilel·lestadita | Ca₅(SiO₄)1,5(SO₄)1,5(OH)    |
| Mattheddleïta        | Pb₅(SiO₄)1,5(SO₄)1,5(Cl,OH) |

## Minerals no agrupats
Dins el supergrup de l'apatita hi ha tres espècies que no es troben englobades a cap dels grups que hi pertanyen. Aquestes espècies són la parafiniukita, la pliniusita i la vanackerita. Les dues primeres, la parafiniukita i la pliniusita, cristal·litzen en el sistema hexagonal mentre que la vanackerita ho fa en el trigonal.
| Espècie       | Fórmula        |
| ------------- | -------------- |
| Parafiniukita | Ca₂Mn₃(PO₄)₃Cl |
| Pliniusita    | Ca₅(VO₄)₃F     |
| Vanackerita   | Pb₄Cd(AsO₄)₃Cl |